# 259
Năm 259 là một năm trong lịch Julius. 